# مجلس الدولة (تونس)
مجلس الدولة (بالفرنسية: Conseil d'État)‏ هي هيئة قضائية تونسية تأسست في 1959 حسب الفصل 69 من الدستور التونسي ل1 يونيو 1959، وألغي في 2014 عبر الدستور التونسي ل10 فبراير 2014.
يتكون مجلس الدولة من:
- المحكمة الإدارية.
- دائرة المحاسبات.

يضبط القانون تنظيم مجلس الدولة وهيئتيه، كما يحدد مشمولات أنظارها والإجراءات المتبعة لديها.

## روابط خارجية
- الفصل 69 من الدستور التونسي 1959 على بوابة-التشريع.تونس.